# Vegueta
Vegueta è il quartiere originario di Las Palmas de Gran Canaria, capitale di Gran Canaria, e il luogo in cui nel 1478 le truppe di Juan Rejón eressero il Real de las Tres Palmas, nome che si rifà alle tre palme che si trovavano sul luogo.
È stato inoltre il primo insediamento castigliano nell'Atlantico e il luogo da cui partì la conquista delle Canarie da parte della Corona di Castiglia.

## Luoghi di interesse
- Catedral de Santa Ana
- Ermita de San Antonio Abad
- Casa museo di Cristoforo Colombo
- Centro Atlántico de Arte Moderno
- Museo Canario